# Туклин, Тимофей Александрович
Тимофе́й Алекса́ндрович Ту́клин (3 января, 1901 Москва, Российская империя — 12 ноября 1973 Ленинград, СССР) — Участник Великой Отечественной войны, генерал-майор технических войск.

## Биография
Родился 3 января 1901 года в Москве. С 1919 года в рядах РККА. Получил военно-инженерное образование. Весной 1920 года участвовал в боевых действиях на Западном фронте против белополяков. Лето-осень 1920 года воевал против белобандитов на территории Белорусской ССР. Принимал участие в разгроме войск Врангеля в Крыму. До 1928 года служил краскомом на военно-инженерных должностях в РККА.
В 1928—1934 гг. было организовано Ленинградское артиллерийское технической училище зенитной артиллерии имени П. И. Баранова (ныне Санкт-Петербургское высшее зенитное ракетное командное ордена Красной Звезды училище). С 1935 года возглавлял и командовал училищем до весны 1943 года. 7 мая 1940 года повышен до звания генерал-майора технических войск. В 1941 году участвовал в обороне блокадного Ленинграда, Ленинградское артиллерийское технической училище зенитной артиллерии имени П. И. Баранова было передислоцировано из Ленинграда в Сибирь, за успешную эвакуацию генерал-майор Т. А. Туклин был представлен к награде Орденом Красной Звезды.
Весной 1943 года была восстановлена Высшая военная школа в Москве, летом того же года начальником был назначен генерал-майор Т. А. Туклин. 30 июня 1946 года на базе Высшей военной школы была создана Военная школа-академия артиллерийской радиолокации, формирование академии было поручено генерал-майору Туклину, по окончании формирования академии был назначен начальником по учебной и научной работе.
После отставки избирался членом Моссовета. Умер 12 ноября 1973 года в Ленинграде. Похоронен на Южном кладбище.

## Награды
- Орден Ленина (1945)[5];
- Орден Боевого Красного Знамени (16.11.1943), (1945)[5];
- Орден Отечественной войны I степени (17.11.1945)[5];
- Орден Красной Звезды (18.05.1943)[5];
- Медаль «За доблестный труд в Великой Отечественной войне 1941—1945 гг.»;
- Медаль «100-летие со дня рождения В. И. Ленина» (1970);
- Медаль «За победу над Германией в Великой Отечественной войне 1941—1945 гг.» (27.09.1945);
- Медаль «За оборону Ленинграда» (1947);
- Юбилейная медаль «Двадцать лет Победы в Великой Отечественной войне 1941—1945 гг.» (1965);
- Медаль «Двадцать пять лет Победы в Великой Отечественной войне 1941—1945 гг.» (1970);
- Юбилейная медаль «XX лет Рабоче-Крестьянской Красной Армии» (1938)[6];
- Юбилейная медаль «30 лет Советской Армии и Флота» (1948);
- Медаль «40 лет Вооружённых Сил СССР» (1958);
- Медаль «50 лет Вооружённых Сил СССР» (1968);
- Медаль «В память 250-летия Ленинграда» (1957).